# Jean Bourgain
Pour les articles homonymes, voir Bourgain.
Jean, baron Bourgain, né le 28 février 1954 à Ostende et mort le 22 décembre 2018 à Bonheiden, est un mathématicien belge.

## Biographie
Après avoir été professeur à la Vrije Universiteit Brussel de 1981 à 1985, où Jean Bourgain réalise ses études et obtient son doctorat en 1977, il est nommé en 1985 à l'Institut des hautes études scientifiques (IHES) avant de partir en 1994 aux États-Unis, à l'Institute for Advanced Study de Princeton. 

## Distinctions
En 1990, Jean Bourgain est lauréat du prix Élie-Cartan. Il reçoit notamment la médaille Fields en 1994  pour ses travaux sur les espaces de Banach, l'analyse harmonique et la théorie ergodique, et le prix Shaw de mathématiques en 2010. 
Il est élu en 2000 membre associé de l'Académie des sciences et en 2009 membre de l'Académie royale des sciences de Suède.
En 2009, il est également récipiendaire de la médaille Vladimir-Vernadski remise par l'Académie des sciences d'Ukraine. 
En 2016, il obtient concession de noblesse et du titre personnel de baron, accordée par le roi Philippe.
Il reçoit un doctorat honoris causa de la Vrije Universiteit Brussel, de l'université hébraïque de Jérusalem et de l'université Paris-Est-Marne-la-Vallée.